# 蒙特羅斯縣
蒙特羅斯县（英語：Montrose County）是美国科羅拉多州西部的一個縣，西鄰犹他州，面積5,808平方公里。根據2020年美國人口普查，共有人口42,679人。縣治蒙特羅斯（Montrose）。
蒙特羅斯县成立於1889年3月25日，縣名來自縣治（其來源可能是沃爾特·司各特的1819年的作品《蒙特羅斯的傳說》A Legend of Montrose）。